# Kritična točka (TV emisija)
Kritična točka, prvotna imena TV pošta, bila je prva emisija Televizije Zagreb namijenjena kontaktu s gledateljstvom.
Emitirala se od 1964. godine. Vodio ju je Hrvoje Macanović, potom Jelena Lovretić i Jasmina Nikić. Na pitanja gledatelja redovito je odgovarao direktor TVZ-a Tomislav Golubović. Emisija je 1980-ih preimenovana u Kritična točka (urednici Silvije Hum i Vladimir Fučijaš) te je, uz informiranje o tekućem programu, proširena razgovorima televizijskih kritičara i drugih stručnjaka o aktualnim i strukturalnim temama televizijskog medija. Voditeljica je bila i Vesna Spinčić-Prelog, glas emisije bio je i Branko Uvodić. Od 2008. do 2015. emitirana je emisija Iza ekrana sličnoga profila.